# Társas viszonosság normája
A társas viszonosság normája az az elfogadott nézet, hogy kötelező viszonoznunk a javakat, szolgálatokat és engedményeket, melyeket mások ajánlanak fel a számunkra. Csaknem minden társadalomban megtalálhatjuk a viszonosság valamilyen formáját, és csak nagyon kevesen – nagyon fiatalok, betegek és öregek – mentesülnek alóla. Ez a norma mind az egyén, mind a csoport számára előnyös, mert biztosítja a méltányosságot, valamint erősíti a bizalmat és az elkötelezettséget.

## A norma kihasználása
A normát ismerő emberek – eladók, marketingszakemberek – ugyanakkor kihasználhatják és hasznot húzhatnak belőle. Erre példák:
- „Becsapott ajtó” módszer
- „ez nem minden módszer" módszer
- csúcsmodellmódszer

Ezek a módszerek ugyanazokra az alapelvekre építkeznek. Attól függetlenül, hogy milyen módon teszünk engedményt, az embereket a viszonosság normája arra készteti, hogy ők is engedményt tegyenek.